# Alexz Johnson
Alexzandra Spencer «Alexz» Johnson (New Westminster, Columbia Británica; 4 de noviembre de 1986) es una actriz y cantante canadiense. Johnson es la compositora e intérprete de su álbum debut, Voodoo. Protagonizó las series So Weird, Instant Star así como el film Destino final 3, e interpretó a Imra Ardeen en Smallville. En 2008 ganó un Premio Gemini.
Actualmente tiene 2 hijos. 

## Biografía

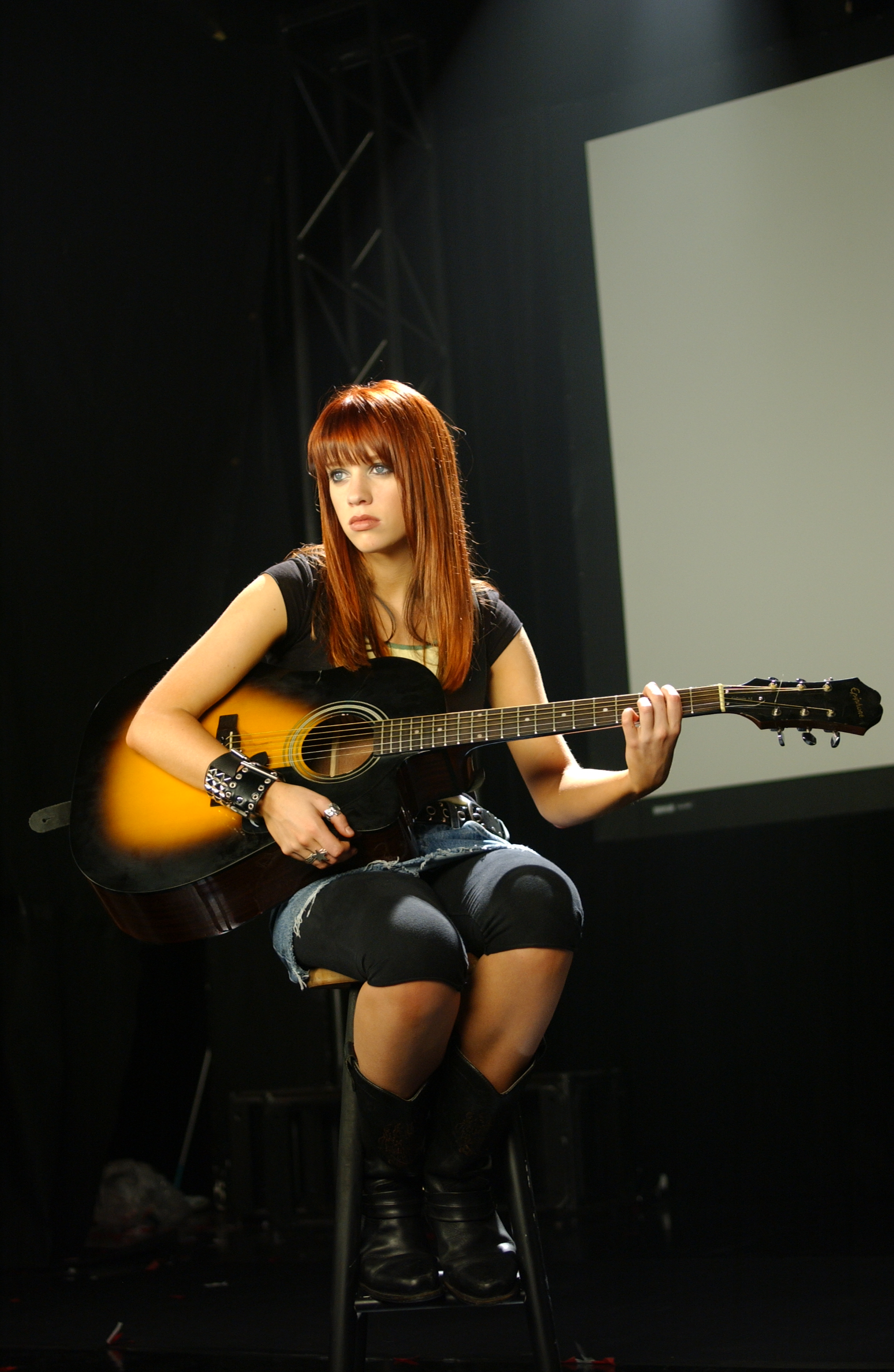
Johnson como Jude Harrison en Instant Star.

Johnson nació en New Westminster, Columbia Británica, Canadá. Es la sexta hermana de diez, su hermano Brendan trabaja con ella como productor y compositor, y una de sus hermanas también es actriz.
Desde los tres años, Johnson cantaba frecuentemente a su gran familia, y desde la edad de 7 años recibió clases de canto, participando en festivales con un coro local y haciendo solos en el colegio y funciones de su comunidad. Pasó por muchos festivales y concursos de talentos, y ganó el Premio National Anthem a los 11 años, con su interpretación del Himno Nacional de Canadá siendo escuchada en la televisión nacional. Esta aparición supuso numerosas entrevistas en radio y televisión, y el interés de muchos representantes de jóvenes talentos. Ese mismo año fue votada como la mejor cantante del Anthem del año por el periódico Vancouver Sun.
Localmente fue conocida como la Céline Dion de la costa oeste. También cantó en los partidos de los Vancouver Canucks (equipo de hockey sobre hielo de la liga NHL) y los Vancouver Grizzlies (equipo de baloncesto de la NBA, con base ahora en Memphis, EE. UU.), aparte de eso, cantó para actos caritativos y ferias provinciales y abrió el Variety Club, cantando un dúo con Bob McGrath, y actuó en una Nochevieja en el Planet Hollywood a los 12 años.

## Carrera
Johnson principalmente empezó a tomar clases de canto, entre las disciplinas se incluía la ópera, y siguió estudiando canto hasta ocho años más por un profesor de canto muy conocido en la ciudad de Vancouver [¿quién?]. Se ha dicho que alcanza cuatro octavas[cita requerida].
Demostrando una gran personalidad, entró al campo de la actuación, donde hizo audiciones para anuncios de televisión y un episodio piloto llamado "Most Talented Kids" ("Los niños con más talento"). A los 13, hizo una audición para la serie de televisión de Disney So Weird (Qué Raro), la cual, para la última temporada, estaba buscando una actriz que además pudiera cantar. Johnson obtuvo el trabajo inmediatamente después de su audición. Este papel supuso algo muy importante y difícil para Johnson ya que los espectadores de la serie estaban acostumbrados a un tono sombrío que fue transformándose en algo más ligero. Con lo que los fanes de la serie se sintieron molestos, pero al mismo tiempo Johnson consiguió hacerse con una buena base de fanes que adoraban su forma de actuar y cantar, desgraciadamente las canciones de aquella época no están disponibles pese a la gran demanda de los espectadores.
Johnson también mostró interés en componer canciones, y compuso una canción para el programa. Después que el programa terminara continuó componiendo canciones, co-escribiéndolas con su hermano Brendan. Así aprendió a tocar la guitarra.

## Instant Star

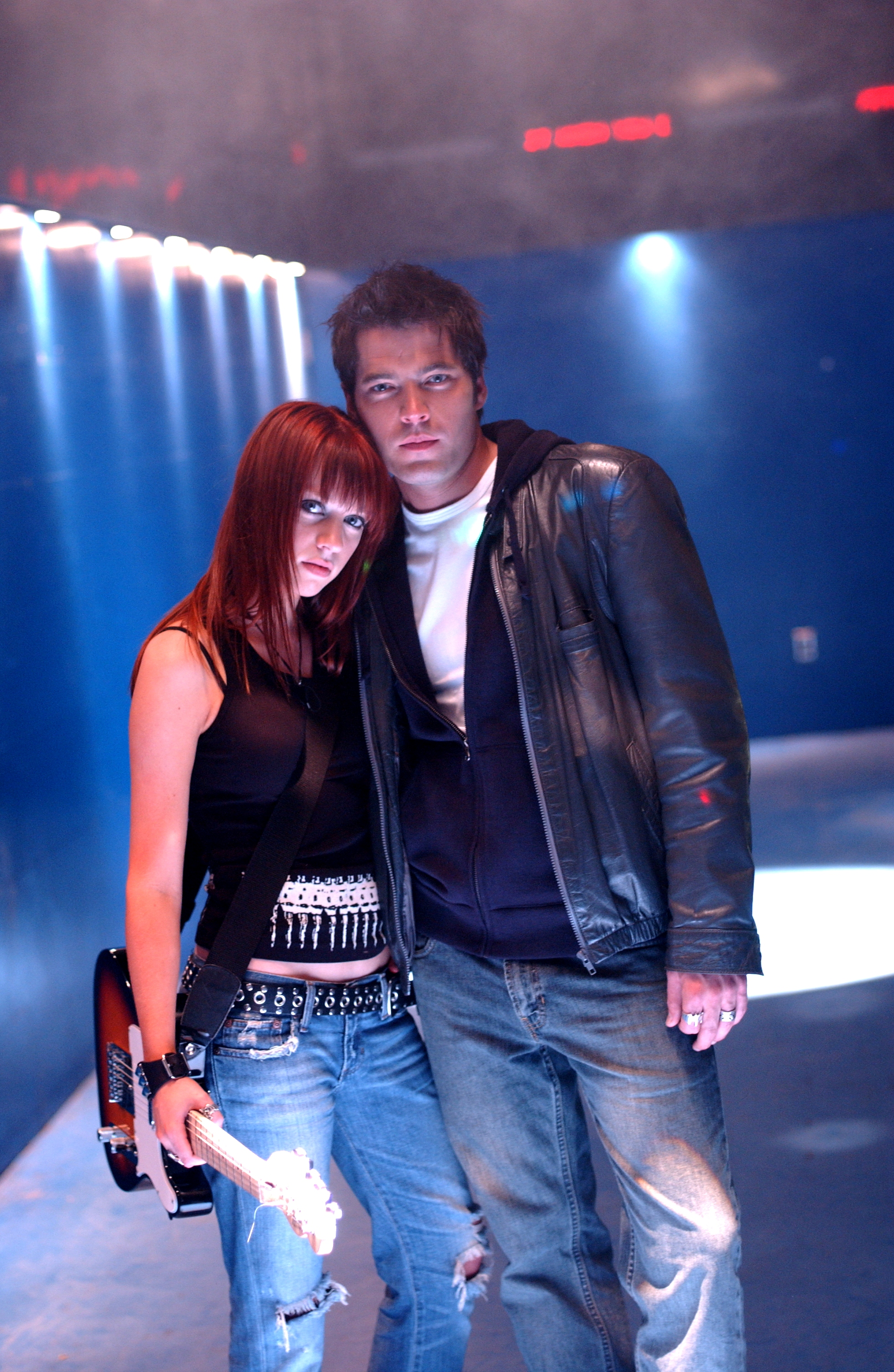
Johnson y Tim Rozon.

El papel que más ha dado a conocer a Johnson ha sido su papel en Instant Star, en el que interpreta a Jude Harrison. Los productores estaban buscando a una actriz y cantante canadiense para el papel principal, Johnson se presentó a las audiciones haciendo pensar desde un primer momento que ella era perfecta para el papel pero siguieron las audiciones hasta que al final la volvieron a llamar.
La serie transcurre en la vida de la quinceañera Jude Harrison, la cual de la noche a la mañana se convierte en una estrella del rock conocida por todos y es cuando se da cuenta de lo duro que es el mundo de la música. Así van pasando los años, las diferentes experiencias y decepciones y el amor, a veces correspondido a veces no, que siente por su productor Tom Quincy, con el que lleva una relación de amor - odio. También debido a la diferencia de edad.
En la serie se van cambiando argumentos e introduciendo a nuevos actores y actrices en el reparto. Destacando a Cory Lee quien interpreta a Karma, la nueva ganadora de la segunda edición del concurso Instant Star que Johnson ganó. También hace aparición en la tercera temporada y se convierte en la enemiga de Jude.
Con esta serie Johnson ha podido demostrar que sabe cantar y la gente que ve la serie compra su música. Instant Star ha sido el mayor éxito de todas las series y sitcoms que ha hecho.

## Otros papeles
Aparte de Instant Star, So Weird y otras series de televisión, Johnson debutó en el cine con la película Destino final 3, en el cual al principio se presentó al papel de Julie Christensen, la hermana de la protagonista, pero fue rechazada para ese personaje y aunque días más tarde se volvió a presentar vestida con ropa punk rock negra y los productores la encajaron en el papel de Erin Ulmer, una chica gótica, casi punk, con un carácter complicado. Aunque su actuación en la película no duró mucho atrajo todas las miradas de los críticos, alabando su actuación. Su papel fue Coprotagónico, aunque Erin muere en la película.
Aparte de Destino final 3, Johnson participó en otra audición para el papel principal en la película titulada originalmente 'Black Christmas', que fue realizada por los productores de las películas de Destino final.
También ha protagonizado un par de películas para el canal de televisión Lifetime: Devil's Diary (2007) junto a Magda Apanowicz y la más reciente Stranger With My Face (2009) donde se destaca su interpretación de hermanas gemelas.

## Filmografía
| Año       | Título                            | Papel                                                    | Notas                         |
| --------- | --------------------------------- | -------------------------------------------------------- | ----------------------------- |
| 2000      | So Weird                          | Annie Thelan                                             | Recurrente, 26 episodios      |
| 2004-2008 | Instant Star                      | Jude Harrison                                            | Protagonista                  |
| 2004      | Cold Squad                        | Deirdre Spence/Tricia Spence                             | Invitada                      |
| 2004      | The Collector                     | Isabelle Van Sant                                        | Invitada                      |
| 2004      | The Chris Isaak Show              | Jennifer                                                 | Invitada                      |
| 2004      | Scooby Doo 2: Monsters Unleashed  | Freddy Fan                                               | Extra                         |
| 2005      | Selling Innocence                 | Angel                                                    | Papel secundario              |
| 2005      | Reefer Madness: The Movie Musical | The Arc-ettes                                            | Papel secundario              |
| 2005      | Falcon Beach                      | Chica en la playa                                        | Papel secundario              |
| 2006      | Destino final 3                   | Erin Ulmer                                               | Coprotagonista                |
| 2007      | The Morgan Waters Show            | Ella misma                                               | Invitada                      |
| 2007      | Devil's Diary                     | Dominique                                                | Protagonista                  |
| 2008      | Smallville                        | Imra Ardeen ("Saturn Girl") de la Legión de Super Héroes | Invitada                      |
| 2009      | Stranger With My Face             | Laurie/Lia                                               | Papel principal               |
| 2010      | The Listener                      | Marissa "Hack Girl" Patterson                            | Invitada                      |
| 2011      | Haven                             | Moira Keegan                                             | Invitada                      |
| 2013      | House of Bodies                   | Kelli                                                    | Papel principal               |
| 2014      | Blue                              | Satya                                                    | Papel recurrente, 4 episodios |

## Discografía
Álbumes de estudio
- Voodoo (2010)
- Let 'Em Eat Cake (2014)
- A Stranger Time (2017)

Compilaciones de demos
- The Basement Recordings (2011)
- The Basement Recordings II (2012)
- The Basement Recordings III (2013)

Álbumes de remixes
- Reloaded (2011)

Álbumes en vivo
- Live From The Skipping Stone Tour (2012)

Extended plays
- Skipping Stone (2012)
- Heart (2014)[1][2]
- Songs From Blue Season 3 (2014)
- The Dishwasher (Original Short Film Soundtrack) (2016)
- Johnson & McAuley (como parte de Johnson & McAuley)[3] (2016)

Bandas sonoras
- Songs from Instant Star (2005)
- Songs from Instant Star Two (2006)
- Songs from Instant Star 3 (2007)
- Songs from Instant Star 4 (2008)
- Instant Star: Greatest Hits (2009)